# اقتصاد سائد

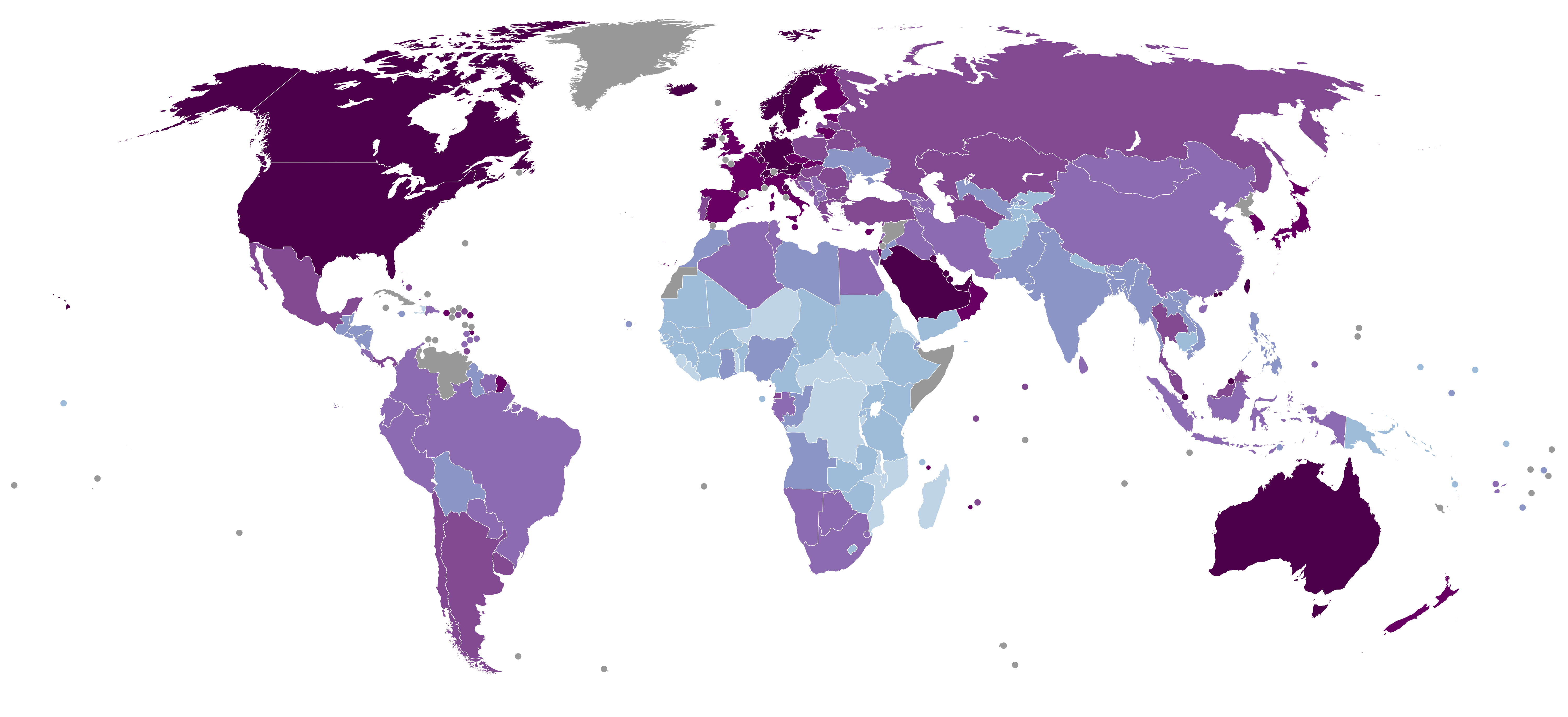

الاقتصاد السائد (بالإنجليزية: Mainstream economics)‏ هو مصطلح يُستخدم للإشارة إلى الاقتصاد المقبول على نطاق واسع من خلال تدريسه عبر أبرز الجامعات، وهو عكس الاقتصاد الابتداعي (heterodox economics). وقد ارتبط هذا النوع من الاقتصاد بالاقتصاد الكلاسيكي الجديد
والتوليفة الكلاسيكية الجديدة، التي تجمع بين الطرق الكلاسيكية الجديدة والاقتصاد الكلي ذي النهج الكينيزي.

## في الولايات المتحدة الأمريكية
لا ينقسم علماء الاقتصاد السائد بشكل عام إلى مدارس، غير أن اثنين من مدارس الفكر الاقتصادي الرئيسية المعاصرة هما «المياه المالحة والمياه العذبة.» في أوائل السبعينيات من القرن الماضي، تحدى ما يُعرفون باسم «علماء اقتصاد المياه العذبة» الإجماع السائد في بحوث الاقتصاد الكلي. وكانت العناصر الرئيسية لنهجهم هو أن الاقتصاد الكلي يجب أن يكون ديناميكيًا وكميًا وقائمًا على كيف يمكن للأفراد والمؤسسات اتخاذ القرارات في ظل عدم اليقين. وارتبط الكثير من أنصار هذا النهج الجديد بشكل جوهري من الاقتصاد الكلي بكل من جامعة كارنيغي ميلون وجامعة شيكاغو وجامعة روتشستر وجامعة مينيسوتا. وكان يُشار إليهم باسم «مدرسة المياه العذبة»، نظرًا لأن مدن بيتسبرغ وشيكاغو وروتشستر ومينيابوليس تقع بالقرب من البحيرات العظمى. وتم الدفاع بشكل رئيسي عن التوافق الحاصل من قِبل علماء الاقتصاد في الجامعات والمعاهد الأخرى التي تقع بالقرب من الساحل الشرقي والساحل الغربي للولايات المتحدة، مثل بيركلي وهارفارد ومعهد ماساتشوستس للتقنية وجامعة بنسلفانيا وبرينستون وكولومبيا وجامعة ستانفورد وجامعة ييل. وبالتالي عادة ما يُشار إليهم باسم «مدارس المياه المالحة». واليوم، علماء الاقتصاد السائد، بشكل عام، لا يعتبرون أنفسهم كأعضاء في مدرسة معينة.

## معلومات تاريخية
تميز علم الاقتصاد عادة، في العصر الحديث، بالعديد من مدارس الفكر الاقتصادي، مع بروز مدارس مختلفة عبر القرون وبمرور الوقت. ويعد الاستخدام الحالي لمصطلح «الاقتصاد السائد» خاصًا بحقبة ما بعد الحرب العالمية الثانية، لا سيما في البلدان الناطقة بالإنجليزية وبشكل أقل في بقية أنحاء العالم.
وقبل ظهور الاقتصاد الأكاديمي الحديث، كانت المدرسة المهيمنة في أوروبا هي مذهب التجاريين (المركانتلية)، التي كانت بالأحرى عبارة عن مجموعة فضفاضة من الأفكار ذات الصلة أكثر من كونها مدرسة ذات قواعد مؤسسية. ومع تطور الاقتصاد الحديث، الذي يُعرف تقليديًا بثروة الأمم في أواخر القرن الثامن عشر من خلال آدم سميث، تطور الاقتصاد البريطاني وأصبح قيد هيمنة ما يُعرف باسم المدرسة الكلاسيكية. ومن خلال ثروة الأمم وحتى الكساد الكبير، كانت المدرسة السائدة في الدول الناطقة بالإنجليزية هي الاقتصاد الكلاسيكي وخلفتها مدرسة الاقتصاد الكلاسيكي الجديد.
وفي قارة أوروبا، شكل العمل المبكر للفيزيوقراطية في فرنسا تحولاً بارزًا كما فعل العمل الذي صدر لاحقًا المتمثل في مدرسة الاقتصاد التاريخية في ألمانيا. وطوال القرن التاسع عشر، كانت هناك مناقشات في الاقتصاد البريطاني، أبرزها مدرسة نظرية قصور الاستهلاك.
وخلال فترة الكساد الكبير وعقب الحرب العالمية الثانية، ذاع صيت مدرسة الاقتصاد الكينزي، التي بنيت على عمل مدرسة نظرية قصور الاستهلاك، في حين أن مدرسة الاقتصاد السائد الحالية تنبع من التوليفة الكلاسيكية الجديدة، التي كانت عبارة عن اندماج الاقتصاد الكلي الكينزي والاقتصاد الكلي الكلاسيكي الجديد في مرحلة ما بعد الحرب العالمية الثانية.
وفي قارة أوروبا، وعلى النقيض من ذلك، تم رفض الاقتصاد الكينزي، مع سيادة الفكر الألماني من قِبل مدرسة فرايبورغ، التي شكلت فلسفتها السياسية الخاصة التحررية الجديدة الأساس الفكري لاقتصاد السوق الاجتماعية لألمانيا في مرحلة ما بعد الحرب.
وفي الاقتصادات النامية، التي شكلت غالبية سكان العالم، كانت العديد من مدارس اقتصاد التنمية لها تأثير بارز.
منذ عام 2007، كشفت الأزمة المالية 2007-2010 وما تلتها من أزمات اقتصادية عالمية علنًا عن وجود انقسامات داخل الاقتصاد السائد، وكثفت بشكل ملحوظ الجدل حول وضع هذه المدرسة، مع مطالبة البعض بإصلاح جذري أو رفض الاقتصاد السائد، بينما يذهب البعض الآخر نحو الدفاع من أجل التغيير التطوري، وفريق ثالث لا يزال يقول إن الاقتصاد السائد يفسر الأزمة.

### Survey articles
- Krugman، Paul (2 سبتمبر 2009)، Get It So Wrong?، نيويورك تايمز، مؤرشف من How Did Economists الأصل في 2019-12-10 {{استشهاد}}: تحقق من قيمة |مسار= (مساعدة)